# Шушняри (Дервента)
Шушняри (серб. Шушњари, хорв. Šušnjari) — населенный пункт (деревня) в общине Дервента, который принадлежит энтитету Республике Сербской, Босния и Герцеговина. По результатам югославской переписи населения 1991 года в Шушнярах проживало 626 человек.

## Население
В населении деревни подавляющее большинство хорваты, доля других национальностей в населении Шушняри очень мизерна.
| 1991                           | - | - | - | - | - | - |
| ------------------------------ | - | - | - | - | - | - |
| 626                            | - | - | - | - | - | - |
| Гистограмма динамики населения |   |   |   |   |   |   |

### Национальный состав
1991 год:
- Сербы — 1 человек (0,15 %)
- Хорваты — 621 человек (99,20 %)
- Югославы — 1 человек (0,15 %)
- Мусульмане — 0 человек (0,00 %)
- Другие — 3 человека (0,50 %)